# Сургутський газопереробний завод
Сургутський газопереробний завод – підприємство нафтогазової промисловості, яке діє у Тюменській області Росії. 
Завод ввели в дію у 1980 році для роботи з супутнім газом нафтових родовищ Сургутського регіону (Федорівського, Бистринського, Західно-Сургутського, Яунлорського, Лянторського та інших). Продукцією заводу є стабільний газовий бензин, фракція С3+ (у російській термінології відома як широка фракція легких вуглеводнів, ШФЛУ) і товарний газ. Для власних потреб виробляють певні обсяги пропан-бутанової фракції. 
Його перша черга мала потужність на рівні 2 млрд м3 на рік, а після запуску в 2006-му третьої черги сукупний показник майданчику досягнув 7 млрд м3. В 2019-му Сургутський завод випустив 568 тисяч тон ШФЛУ.
Споживачем товарного газу є потужні Сургутська ТЕС-1 та Сургутська ТЕС-2. ШФЛУ подається до спеціалізованого продуктопроводу Сургут – Південний Балик.